# Elgaria paucicarinata
Espèce
Synonymes
- Gerrhonotus paucicarinatus Fitch, 1934

Statut de conservation UICN

 LC  : Préoccupation mineure
Elgaria paucicarinata est une espèce de sauriens de la famille des Anguidae.

## Répartition
Cette espèce est endémique de Basse-Californie du Sud au Mexique. 

## Taxinomie
La sous-espèce Elgaria paucicarinata cedrosensis a été élevée au rang d'espèce.

## Publication originale
- Fitch, 1934 : A shift of specific names in the genus Gerrhonotus. Copeia, vol. 1934, p. 172-173.